# Prix du Pontavice de Heussey
Pour les articles homonymes, voir Pontavice.
Groupe III
Le Prix du Pontavice de Heussey est une course hippique de trot monté qui se déroule au mois de février sur l'hippodrome de Vincennes.
C'est une course européenne de Groupe III réservée aux chevaux de 6 à 11 ans, ayant gagné au moins 130 000 €, mais n'ayant pas gagné 850 000 € .
Jusqu'à l'édition 2009, la course était classée Groupe II et se courait en janvier sur la distance de 2 850 mètres (petite piste), sans plafond de gain. Elle a été déclassée à la suite de la réorganisation du calendrier hivernal du trot monté et le déplacement du Prix de l'Île-de-France en revanche du Prix de Cornulier. L'allocation en 2025 est de 90 000 €, dont 40 500 € pour le vainqueur.
Depuis 2010, elle se dispute sur 2 175 mètres (grande piste) en février.
L'épreuve est créée en décembre 1934 et honore la mémoire du vicomte du Pontavice de Heussey, directeur du haras du Pin, inspecteur général des Haras nationaux, éleveur, membre entre autres de la Société du demi-sang, mort un an plus tôt à l'âge de 80 ans,.

## Palmarès depuis 1978
| Année                         | Vainqueur          | Père              | Jockey                   | Entraîneur              | Distance | Réd.km |
| ----------------------------- | ------------------ | ----------------- | ------------------------ | ----------------------- | -------- | ------ |
| 2025                          | I Can Dream        | Ubriaco           | Alexandre Abrivard       | Laurent-Claude Abrivard | 2 175 m  | 1'10"5 |
| 2024                          | Édition Géma       | Prince Gédé       | Guillaume Martin         | Marc Sassier            | 2 175 m  | 1'10"2 |
| 2023                          | Chalimar de Guez   | Nahar de Béval    | Jean-Yann Ricart         | Jean-Michel Bazire      | 2 175 m  | 1'10"5 |
| 2022                          | Diamant de Tréabat | Kuadro Wild       | Clément Frecelle         | Pascal Monthule         | 2 175 m  | 1'10"4 |
| 2021                          | Carly              | Rolling d'Héripré | Mathieu Mottier          | Thierry Duvaldestin     | 2 175 m  | 1'10"2 |
| 2020                          | Boss du Meleuc     | Lucky Blue        | Alexandre Abrivard       | Yannick-Alain Briand    | 2 175 m  | 1'11"1 |
| 2019                          | Boss du Meleuc     | Lucky Blue        | Alexandre Abrivard       | Yannick-Alain Briand    | 2 175 m  | 1'10"5 |
| 2018                          | Vrai Voyou         | Gazouillis        | Adrien Lamy              | Pierre-E. Mary          | 2 175 m  | 1'11"2 |
| 2017                          | Valse de Rêve      | Mister President  | Camille Levesque         | Alain Roussel           | 2 175 m  | 1'12"  |
| 2016                          | Tornade du Digeon  | Jag de Bellouet   | Éric Raffin              | Jean-Michel Bazire      | 2 175 m  | 1'11"8 |
| 2015                          | Uppercut de Manche | Neutron du Cébé   | Damien Bonne             | Thierry Raffegeau       | 2 175 m  | 1'11"4 |
| 2014                          | Utoky              | Cygnus d'Odyssée  | Franck Nivard            | Franck Leblanc          | 2 175 m  | 1'11"9 |
| 2013                          | Tango Quick        | Hasting           | Franck Nivard            | Franck Leblanc          | 2 175 m  | 1'12"  |
| 2012                          | Paladin Bleu       | Jag de Bellouet   | Nathalie Henry           | Loïc Thieulent          | 2 175 m  | 1'12"3 |
| 2011                          | Quactus Léman      | Hibiscus du Rib   | Éric Raffin              | Franck Leblanc          | 2 175 m  | 1'11"5 |
| 2010                          | Quémeu d'Écublei   | Jet Fortuna       | Jonathan Carré           | Frédéric Prat           | 2 175 m  | 1'11"5 |
| Millésimes classés Groupes II |                    |                   |                          |                         |          |        |
| 2009                          | Nègre du Digeon    | Urfist des Prés   | Matthieu Abrivard        | Matthieu Abrivard       | 2 850 m  | 1'13"4 |
| 2008                          | Nègre du Digeon    | Urfist des Prés   | Matthieu Abrivard        | Loïc-Désiré Abrivard    | 2 850 m  | 1'13"9 |
| 2007                          | Lys Pettevinière   | Capriccio         | Matthieu Abrivard        | Valery Goetz            | 2 850 m  | 1'13"1 |
| 2006                          | Joie du Tremblay   | Idéal du Gazeau   | Philippe Masschaele      | Pierrick Lecellier      | 2 850 m  | 1'14"4 |
| 2005                          | King Prestige      | Big Prestige      | Sébastien Ernault        | Pierre Levesque         | 2 850 m  | 1'14"2 |
| 2004                          | Kreuilly           | Bijou du Bignon   | Carole Plaire-Delaunai   | Gérard Delaunai         | 2 850 m  | 1'16"2 |
| 2003                          | Jomo du Rib        | Tarass Boulba     | Jean-Loïc-Claude Dersoir | Joël Hallais            | 2 850 m  | 1'16"3 |
| 2002                          | Fossein            | Tarass Boulba     | Philippe Békaert         | Noël Busset             | 2 850 m  | 1'18"3 |
| 2001                          | Historien          | Rêve d'Udon       | Jean-Philippe Mary       | Jean-Luc Dersoir        | 2 850 m  | 1'16"5 |
| 2000                          | Gringo de Villière | Tabac Blond       | Jean-Paul Piton          | Pierre Vercruysse       | 2 850 m  | 1'17"6 |
| 1999                          | Éclair du Pam      | Opus Dei          | Michel Lenoir            | Nicolas Roussel         | 2 850 m  | 1'16"4 |
| 1998                          | David Ceda         | Dansör Tilly      | Jean-Michel Bazire       | Anders Lindqvist        | 2 200 m  | 1'17"  |
| 1997                          | Espoir d'Angis     | Pacha du Ponthieu | Jean-Marc Barbier        | André Dubois            | 2 200 m  | 1'18"7 |
| 1996                          | Banco des Bruyères | Hurgo             | Alain Laurent            | Alain Laurent           | 2 200 m  | 1'17"6 |
| 1995                          | Arcadia            | Jiosco            | Michel Lenoir            | Bernard Desmontils      | 2 125 m  | 1'18"3 |
| 1994                          | Un Beau Matin      | Buffet II         | Yves Dreux               | Yves Dreux              | 2 125 m  | 1'18"3 |
| 1993                          | Ultranza           | Kronos du Vivier  | Jean-Philippe Mary       | Roland-Roger Dabouis    | 2 375 m  | 1'18"1 |
| 1992                          | Super Ball d'Oger  | Granit            | Jean-Claude Hallais      | Joël Hallais            | 2 375 m  | 1'19"2 |
| 1991                          | Seilhac            | Janus de Crille   | Jean-Marc Riaud          | Patrick Hawas           | 2 375 m  | 1'18"5 |
| 1990                          | Stirwen            | Valmont           | Jean-Claude Hallais      | Guy Lhomet              | 2 350 m  | 1'19"3 |
| 1989                          | Rivage             | Dianthus          | Michel-Marcel Gougeon    | Jean-René Gougeon       | 2 350 m  | 1'20"6 |
| 1988                          | Monarque Liézois   | Arly              | Jean-Marie Monclin       | Gaston Touillet         | 2 350 m  | 1'20"1 |
| 1987                          | Olvera             | Ura               | Alain Laurent            | Claude Campain          | 2 350 m  | 1'20"8 |
| 1986                          | Opus Dei           | Florestan         | Jean-Michel Lefebvre     | Jean-Marie Lesne        | 2 350 m  | 1'19"7 |
| 1985                          | Ogino              | Vasco             | Gérard Raulline          | Bernard Raulline        | 2 200 m  | 1'21"7 |
| 1984                          | Monzon             | Discret Amour     | Jean-Paul Fairand        | Jean-Paul Fairand       | 2 150 m  | 1'19"6 |
| 1983                          | Jézabel d'Houches  | Caprior           | Jean-Philippe Dubois     | Jean-Pierre Dubois      | 2 150 m  | 1'19"4 |
| 1982                          | Kagino             | Quérido II        | Christian Bézier         | Annick Dreux            | 2 150 m  | 1'20"1 |
| 1981                          | Fleury             | Narioca           | Jean-Yves Bachelot       | Gaston Gardaz           | 2 150 m  | 1'21"2 |
| 1980                          | Fleuronné          | Quirinus III      | Pierre Touvais           | Roger Baudron           | 2 050 m  | 1'20"1 |
| 1979                          | Firstly            | Quérido II        | Alain Sionneau           |                         | 2 150 m  | 1'20"2 |
| 1978                          | Éringa             | Quérido II        | Yves Dreux               |                         | 2 150 m  | 1'20"8 |